# Фараони та Робберсони
«Фараони та Робберсони» — американський комедійний кінофільм. Фільм погано дебютував у прокаті, заробивши 3,7 мільйона доларів і посів друге місце після «Чотири весілля та похорон»

## Сюжет
Поліція веде полювання за великим фальшивомонетником (Даві). Але необхідно домовитися із сусідами й установити апаратуру для стеження. А сусідом злочинця виявився батько трьох дітей і повний бовдур, божевільний на поліцейських телесеріалах (у виконанні прекрасного комедійного актора Чейза). Двоє поліцейських встановили апаратуру, почали стеження й прослуховування, але отут багатодітний папаша проявляє ініціативу, бажаючи допомогти поліції. Дуже багато комедійних випадків в цьому фільмі.

## У ролях
| Актор                 | Роль              |
| --------------------- | ----------------- |
| Чеві Чейз             | Норман Роббертсон |
| Джек Паланс           | Джейк Стоун       |
| Даян Віст             | Гелен Роббертсон  |
| Роберт Даві           | Осборн            |
| Девід Беррі Грей      | Тоні Мур          |
| Джейсон Джеймс Ріхтер | Кевін Роббертсон  |
| Фей Мастерсон         | Сінді Роббертсон  |
| Міко Г'юз             | Біллі Роббертсон  |
| Річард Романус        | Фред Лутц         |
| Сел Ланді             | Джеррі Каллаган   |
| Рональд Л. Шварі      | Виробник          |
| Джек Келер            | Каніфф            |
| Емі Пауелл            | Марва Прескотт    |
| Доун Лендон           | клерк             |
| Джим Холмс            | Філ               |
| Чарлі О'Доннелл       | диктор            |
| Патрік Патчен         | поліцейський      |
| Неллі Блай            | дівчина           |
| Гас Савалас           | Кук               |
| Престон Генсон        | T-Men диктор      |
| Лена Бенкс            | сусід             |
| М. Еммет Волш         |                   |